# 金曜日の朝
「金曜日の朝」（きんようびのあさ）は、よしだたくろう（現・吉田拓郎）の8枚目のシングル。1973年12月5日発売。発売元はOdyssey/CBSソニー。

## 解説
両面ともオリジナル・アルバムには未収録。
ただし「金曜日の朝」は、このシングル発売の半月後にリリースされたライブ・アルバム『よしだたくろう LIVE '73』のカセットテープ版A面最後にライブ音源に馴染んだ別ミックスで収録されており、エンディングも20秒ほど長い。

## 収録曲
- 全作曲：吉田拓郎

Side:A
1. 金曜日の朝（4分5秒）
作詞：安井かずみ[2]

Side:B
1. 子供に（3分0秒）
作詞：岡本おさみ